# Coupe des champions masculine de volley-ball 1982-1983
Navigation
Coupe des champions 1981-1982 Coupe des champions 1983-1984
La Ligue des champions de volley-ball masculin est la plus importante compétition de club, de la saison 1982-1983, en Europe.

## Phase finale
| # | Équipe                     | Pts | J | G | P | Sp | Sc | Ratio | Pp  | Pc  | Ratio |
| - | -------------------------- | --- | - | - | - | -- | -- | ----- | --- | --- | ----- |
| 1 | CSKA Moscou                | 6   | 3 | 3 | 0 | 9  | 2  | 4.5   | 161 | 115 | 1.4   |
| 2 | AS Cannes                  | 5   | 3 | 2 | 1 | 6  | 4  | 1.5   | 124 | 130 | 0.954 |
| 3 | Santal Parme               | 4   | 3 | 1 | 2 | 6  | 7  | 0.857 | 174 | 159 | 1.094 |
| 4 | Son Amar Palma de Majorque | 3   | 3 | 0 | 3 | 1  | 9  | 0.111 | 93  | 148 | 0.628 |

| Date     | Match                            | Résultat | Sets  | Sets  | Sets  | Sets  | Sets | Total Points |
| Date     | Match                            | Résultat | 1     | 2     | 3     | 4     | 5    | Total Points |
| -------- | -------------------------------- | -------- | ----- | ----- | ----- | ----- | ---- | ------------ |
| 18.02.83 | Palma de Majorque - CSKA Moscou  | 0 - 3    | 5-15  | 5-15  | 10-15 | -     | -    | 20-45        |
| 18.02.83 | Santal Parme - AS Cannes         | 1 - 3    | 9-15  | 15-6  | 13-15 | 12-15 | -    | 49-51        |
| 19.02.83 | Santal Parme - Palma de Majorque | 3 - 1    | 15-5  | 15-8  | 12-15 | 15-9  | -    | 57-37        |
| 19.02.83 | AS Cannes - CSKA Moscou          | 0 - 3    | 9-15  | 11-15 | 7-15  | -     | -    | 27-45        |
| 20.02.83 | Palma de Majorque - AS Cannes    | 0 - 3    | 10-15 | 14-16 | 12-15 | -     | -    | 36-46        |
| 20.02.83 | Santal Parme - CSKA Moscou       | 2 - 3    | 15-12 | 12-15 | 15-10 | 17-19 | 9-15 | 68-71        |